# リクライニングシート

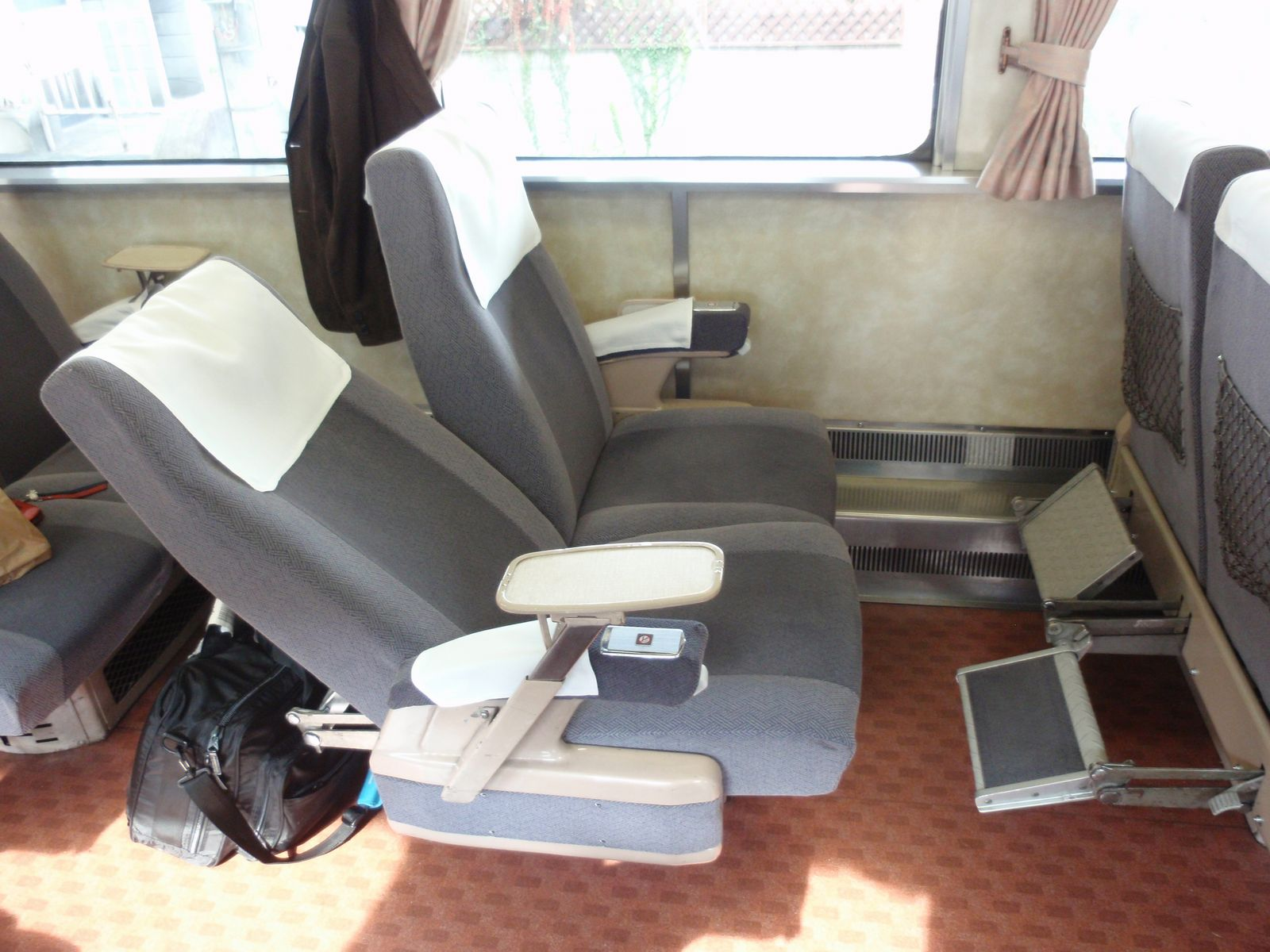
鉄道車両のリクライニングシート
国鉄キハ181系気動車キロ180形

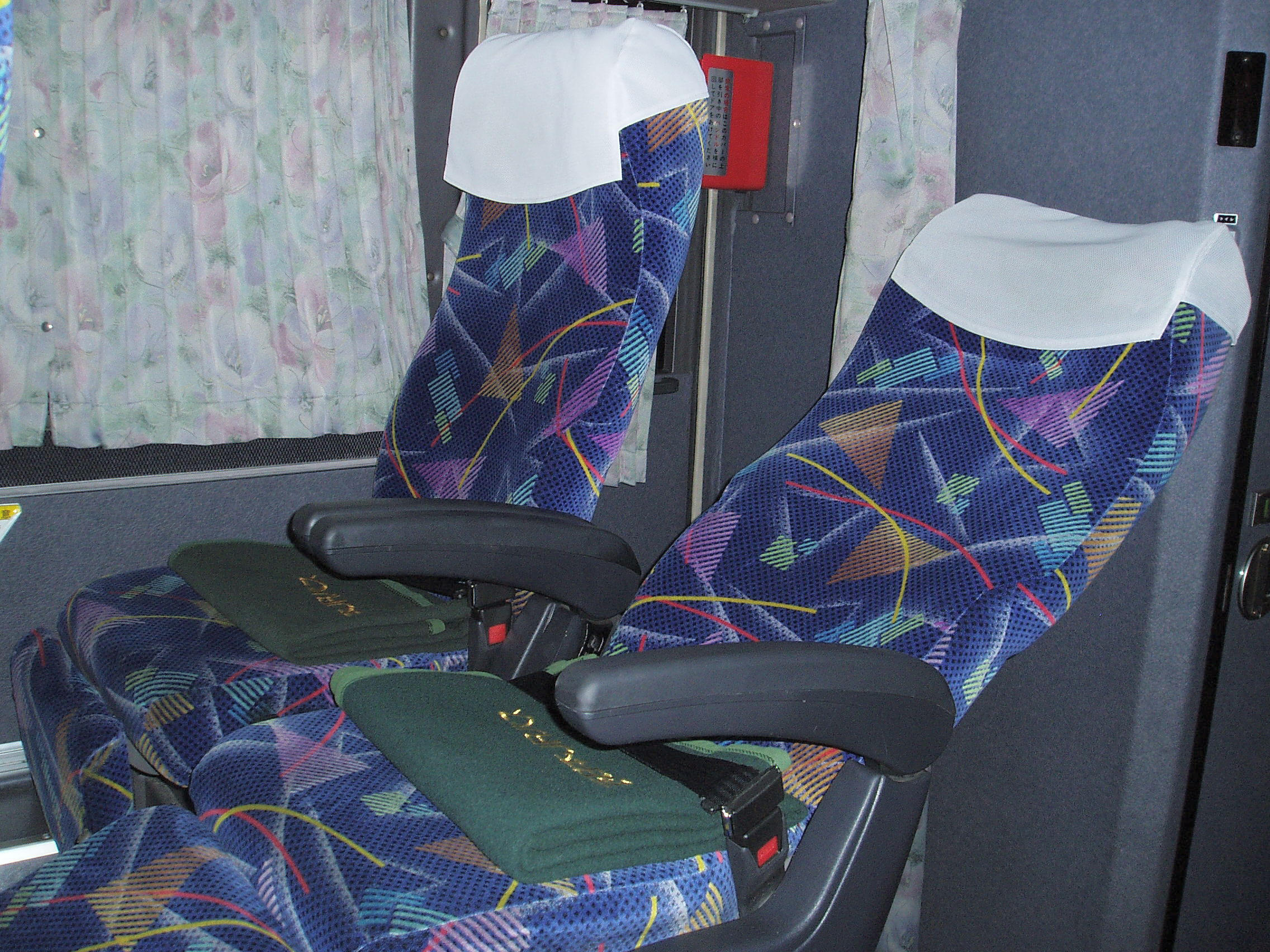
夜行高速バスのリクライニングシート
西日本JRバス 744-2991

リクライニングシート（reclining seat）とは背もたれを後方に傾斜できる椅子。

## 概要

### 目的
椅子の座面と背もたれの角度を任意の角度で調節出来ることで着座している人の姿勢を変えることが出来る。読書や睡眠、映画鑑賞などに適した姿勢にする、治療などの目的で施術しやすい姿勢にする、トレーニングを効率よく行うための姿勢にするなどの目的がある。

### 交通機関
19世紀中頃にアメリカで発明され、大型の一人がけのものが、中距離の昼間の列車の優等車両「パーラーカー」に、二人がけのものが「チェアカー」として、競争の激しい路線や、長距離路線の座席車で、サービス向上のために使用された。
日本では高速バスの夜行便の座席が代表的な例である。
日本での本格的な導入は、1950年の特別二等車スロ60形客車が起源とされる。これは機械式で、背もたれの角度を5段階に調節できるものであった。
現在、鉄道以外の交通機関、すなわち自動車、航空機、船舶に於いてもリクライニングシートは普通に採用されている。航空機のファーストクラス・ビジネスクラスや乗用車では、ほぼフラットになるものもある。また、中には足をおくフットレストやオットマンを装備しているものもある。

### その他の使用例
一般的には前述のような乗物のそれを指す場合が多いが、以下のように、他の分野のものもある。
- 歯科医院で使用する治療椅子。ユニットと呼ばれる
- 医療、介護用の椅子あるいはベッド。
- 車椅子
- 理容、美容院で使用する理容椅子。
日本ではタカラベルモントが1921年からリクライニング機能付を製造している。
- プラネタリウム、オムニマックスなどの全天型の劇場用の座席。
- 温泉、サウナなどの保養施設の休息用寝椅子。前方のテレビと連動したオーディオ設備付が多い。
- 海水浴場、プールサイドなどでのビーチチェア、サマーベッド（ボンボンベッド）の類。
- 座椅子、ソファー、事務用の椅子においても背もたれが傾くものがある。
- ベンチプレス用のベンチでリクライニングする物もあり、「インクラインベンチプレス」や「デクラインベンチプレス」と言う種目で使われる。

## 操作・機構
操作は概ね座席の脇にあるレバーかボタン、ダイヤルで行う。レバー式のものはレバーを引きながら、ボタン式のものはボタンを押しながら背中を背もたれに押し付けることで背もたれが倒れる。同じ操作をしながら背中を離すと背もたれが元に戻る。ダイヤル式は座席脇のダイヤルを回転させる。
背もたれの角度を数段に調節する機械式と、油圧シリンダーにより好みの角度で背もたれを固定できるものがある。乗用車では機械式が一般的であるが、鉄道・バス等の大量輸送機関においては、1980年代以降は油圧シリンダー方式が主流である。
またスイッチを押すことにより背もたれの角度が変わる電動式のものもあり、治療椅子や理容椅子などの据え置き式のリクライニングシートでは一般的である。また、近年では、モーターの小型化により座席の構体内に動力機構を収容できるようになったこともあり、航空機のファーストクラス・ビジネスクラスなどや高級自動車でも採用されている。
機械式のものには操作レバーなどがなく背もたれを前に起こしながら適当な角度にすることでロックがかかり固定されるものがある。さらに前に倒すことでロックがはずれ後ろへ倒すことができる。
単に座席全体が後ろに傾く機構のものもリクライニングシートやチェアという場合がある。ただし、座面と背もたれの角度の関係は変化していないのでリクライニングではないという考えもある。
事務椅子や全天劇場用では背中を押し付けて傾けるだけのものが多い。席をはずすとバネなどの力で元にもどる。
ビーチチェアなどより簡素なものでは支柱の位置を移動するなど簡単なしくみで傾きを調整する（調整する場合はチェアから降りる必要がある。）。
ベンチプレス用のベンチは、足の部分に穴が複数あり、ピンの差し込む位置でリクライニングを調整する（調整する場合はベンチから降りる必要がある。）。

## 乗客間のトラブル
リクライニングシートの前後間隔が狭い場合、前席の乗客が背もたれを倒すことで後席のスペースを圧迫するほか、急激に背もたれを倒した場合などに後方の乗客の体に当たり、乗客同士でのトラブルに発展する事例がある。アメリカ合衆国内の航空便においては、リクライニングシートに関するトラブルで2014年8月から9月の9日間で緊急着陸が3回発生している。
前席背面のテーブルの支柱にはめ込んで前席の背もたれを押さえ込み、倒すことが不可能になる器具「ニー・ディフェンダー」も販売されているが、アメリカ合衆国の多くの航空会社では使用を禁止している。
日本では夜行の高速バスでリクライニングのトラブルや後席への気遣いが発生することがあるが、いわさきコーポレーション（鹿児島交通）のある運転手が「後腐れないように」として一斉にリクライニングするよう車内アナウンスしたところ、その事が乗客とみられるユーザーのTwitterで取り上げられ話題になった。VIPライナーなど一部の高速バスでも、運転手が「一斉にリクライニングしてください」とアナウンスをする取り組みを行っている他、オリオンバスでは予め背もたれを倒した状態で運行することも行われている。
一方で、バックシェルを導入することで後席に影響しないようにする事例もあるが、この場合はシートピッチ（前後間隔）をある程度広く取らなければならない。鉄道車両では近畿日本鉄道が80000系「ひのとり」で業界で初めて全席にバックシェルを導入したが、シートピッチは一般的なレギュラー車で1,160mm（JRの優等列車グリーン車相当）となっている。